# Isvalies Péter
Isvalies Péter (Messina, 1450 körül – Cesena, 1511. szeptember 11.) püspök.

## Élete
Szegény sorsú szülőktől származott. Reggio bíboros-érseke, aki a pápa megbízottjaként, a törökkel kötendő béke előkészítésére jött Magyarországra. II. Ulászló magyar király 1502 végén a nyitrai püspökséggel jutalmazta kiemelkedő munkája elismeréseként. A pápa pedig (VI. Sándor pápa) 1503. június 21-én a veszprémi egyházmegye adminisztrátorává nevezte ki. Ez a kinevezés azonban az ország törvényeibe ütközött, mivel külföldi volt. Idővel mégis elfogadták, sőt annyira megkedvelték és tisztelték, hogy nevét a pápajelöltek között is emlegették. 1503 szeptemberében Rómába távozott, ahonnét nem is tért vissza. A püspöki javadalom kezelését megbízottjára hagyta. Magyarország érdekeit a római udvarban is képviselte.